# Amarantine (canção)
Amarantine é uma canção da cantora irlandesa Enya. Faixa título do álbum homônimo, foi lançada como single em 2 de dezembro de 2005.